# Deutscher Arbeiter-Sängerbund
Der Deutsche Arbeiter-Sängerbund (selten auch Deutscher Arbeitersängerbund; DAS) war eine Organisation der Arbeiterkultur, in der Arbeitergesangsvereine zusammengeschlossen waren. Mitte der 1920er Jahre zählte der DAS 225.000 Mitglieder und war damit nach dem Arbeiter-Turn- und Sportbund und dem Rad- und Kraftfahrerbund Solidarität die drittgrößte Organisation der Arbeiterkultur in Deutschland. Der DAS verstand sich als Gegengewicht zum bürgerlichen Deutschen Sängerbund, wobei die Mitgliederzahl des DAS immer weit hinter der des DSB zurückblieb.

## Entstehung
1877 wurde in Gotha der Erste Deutsche Arbeiter-Sängerbund gegründet, in dem sich viele der bis dahin lose agierenden Arbeitergesangsvereine organisierten. Arbeitergesangsvereine wurden erstmals während der Sozialistengesetze bedeutend, während derer sie vielfach als Unterschlupf für Mitglieder der illegalen Sozialdemokratie dienten. Infolgedessen wurden viele der Vereine verboten.
Als weitere Vorläuferorganisation des DAS gründete sich nach dem Ende der Verfolgungen der Sozialistengesetze und mit dem Aufstreben der Sozialdemokratie im Zuge sozialer Verschärfungen die Liedergemeinschaft der deutschen Arbeitergesangsvereine mit damals schon 16.000, vorrangig männlichen, Mitgliedern.
1892 bildete sich die Liedergemeinschaft. Sie gründete einen Selbstverlag, um die Arbeitergesangvereine mit Notendrucken zu versorgen.
1908 entstand aus der Liedergemeinschaft der deutschen Arbeitergesangsvereine schließlich der Deutsche Arbeiter-Sängerbund mit geschätzten 55.000 Mitgliedern.
Nach dem Ersten Weltkrieg erarbeitete eine Kommission des DASB unter Leitung von Alfred Guttmann die Chorsammlung für gemischten Chor mit 305 Musikstücken auf 839 Seiten. 1929 erschien, ebenfalls von Guttmann herausgegeben, die Notensammlung Männerchöre ohne Begleitung, an der auch Arnold Schönberg mitwirkte.

## Arbeit
Der DAS war Teil der Arbeiterbildungsbewegung, die zum Ziel hatte, dem Proletariat die Bildung zukommen zu lassen, die ihm auf Grund seiner Rolle im Produktionsprozess nicht möglich gewesen wäre. Der DAS sollte darin dazu beitragen, dass Arbeitern eine musische Bildung zukommt. Dies bestand zum Beispiel darin, dass die Gesangsvereine Werke der bürgerlichen Musik einstudierten, insbesondere der Komponisten, deren Werk selbst Teil der bürgerlich-demokratischen revolutionären Entwicklung im 18. und 19. Jahrhundert war. Große Beliebtheit erfreuten sich daher die Werke Beethovens, Mozarts und vor allem Händels, zu dessen politischen Implikationen sich zusätzlich noch eine gewisse technische Einfachheit gesellte.
Vor allem nach Ende des Ersten Weltkriegs wurde das Singen von Tendenzliedern zunehmend üblich, da in dieser Zeit unter dem Eindruck der Oktoberrevolution immer mehr Werke dieses Genres entstanden. Aus dem Verhältnis von Tendenzliedern und der Pflege der bürgerlichen Musik ergaben sich zunehmend Differenzen, die vielfach als Projektionsfläche für die zunehmende Spaltung der Arbeiterbewegung herhalten mussten. Die kommunistischen Arbeitersänger verlangten das Einüben revolutionären Liedguts und die Wirkung nach außen mit Hilfe von Konzerten auf Hinterhöfen usw., während der mittlerweile eindeutig sozialdemokratisch dominierte DAS oftmals in einem Konservatismus erstarrte, der sich schließlich am Ende der 1920er Jahre in einem starken Mitgliederschwund äußerte. In Folge gründeten sich kommunistische Gegenentwürfe zum DAS, die aber nie über eine relevante Mitgliederzahl verfügten, durch ihren Aktionismus aber eine gewisse Außenwirkung erzielten. Diese Gründungen standen anfangs der Taktik der KPD gegenüber, die verfolgte, im DAS weiter zu agieren und dort revolutionäre Positionen zu stärken.

## Fest in Hannover 1928

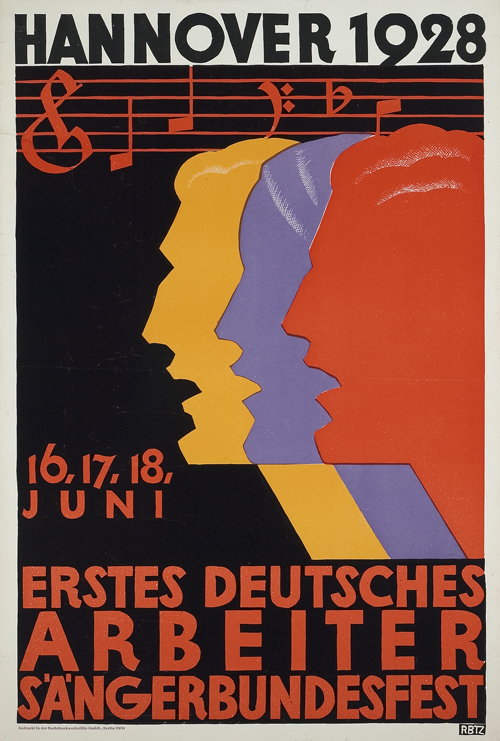
Plakat zum Ersten Deutschen Arbeiter Sängerbundesfest 1928 in Hannover;
Entwurf: Curt Reibetantz; Druck: Buchdruckerwerkstätte GmbH, Berlin

Das 1. Fest des Deutschen Arbeiter-Sängerbundes fand vom 16. bis 18. Juni 1928 in Hannover  mit zwischen 44.000 und 50.000 Teilnehmern statt. Das Sängerfest wurde von Reichstagspräsident Paul Löbe eröffnet. Während des Festes gab es einen großen Umzug der Teilnehmer durch die Stadt. 57 Großveranstaltungen und sieben „Spitzenkonzerte“ wurden organisiert, auch die Missa Solemnis von Ludwig van Beethoven und Uraufführung der deutschen Fassung der Arbeids-Verrijzenis von Israel Olman wurden aufgeführt. In der Zeitung Lübecker Volksbote erschien ein Bericht über das vorgesehene Programm, in dem auch das Mitwirken von Romain Rolland angekündigt wurde.

## 1933–1945
Nach der Machtübergabe an die NSDAP gerieten auch die Arbeitergesangsvereine ins Visier der NS-Behörden. Die repressiven Maßnahmen konzentrierten sich allerdings vorrangig auf die kommunistischen Arbeitermusiker. Die DAS-Bundesführung versuchte in den ersten Wochen und Monaten der nationalsozialistischen Herrschaft einen Kompromiss mit der NS-Kulturpolitik zu finden, um so das Überleben der Gesangsvereine zu sichern. So wurde jegliche politische Aktivität aus den Vereinen verbannt und versucht, die Arbeit des DAS als unpolitische Arbeit am deutschen Kulturgut darzustellen.
Im Mai 1933 löste sich der DAS offiziell auf und die Gesangsvereine wurden im Zuge der Gleichschaltung in die nationalsozialistischen Kulturorganisationen, zum Beispiel dem Deutschen Sängerbund eingebunden. Einzelne Vereine arbeiteten fortan weiterhin aus einer explizit linken Perspektive heraus und dienten, ähnlich der Zeit der Sozialistengesetze, beispielsweise als Unterschlupf für die Anhänger der illegalen SPD oder KPD. Andere wiederum gliederten sich vollständig in die NS-Ideologie ein und beschäftigten sich fortan mit dem Einstudieren harmlosen deutschen Liedguts. Auf flächendeckende Verbote verzichteten die NS-Behörden lange Zeit, einerseits, da in den ehemaligen DAS-Vereinen tatsächlich die Chance gesehen wurde, die NS-Massenkultur zu fördern, andererseits um oppositionelle Bestrebungen in den noch immer politisch aktiven Vereinen besser überwachen zu können.
Ein Wandel der Qualität und Quantität der Repressionsmaßnahmen ist allerdings mit den Vorbereitungen zum Krieg und den ersten realen Expansionsbestrebungen des Deutschen Reiches feststellbar, spätestens aber mit Ausbruch des Krieges 1939. So begann 1936/1937 die planmäßige Vernichtung der Liederbücher des DAS, die bis dahin weiterhin von den Gesangsvereinen unter der Maßgabe genutzt werden durften, keine „marxistischen“ Lieder einzustudieren bzw. aufzuführen. In den Folgejahren steigerte sich die Zahl der Verhaftungen und Verbote immer stärker, bis schließlich, auch aufgrund des Krieges, die ehemaligen DAS-Gesangsvereine praktisch nicht mehr existent waren.
Die Wiederbelebung der Arbeitergesangsvereine und einer Dachorganisation gelang infolge eines tiefen kulturellen Wandels und der Nachwirkungen nationalsozialistischer Kulturideologie nach 1945 nicht mehr. In der BRD erlebte die Arbeitermusik im Zuge der Wandlungen von 1968 eine kleine, aber oft folkloristische Blüte, in der DDR wurde versucht, eine proletarische Musikbewegung mit der Singebewegung von oben herab zu installieren.